# Partido Republicano Democrático
O Partido Republicano Democrático (PRD) foi o partido político brasileiro, que posteriormente passou a chamar-se de Partido Republicano Trabalhista (PRT) em 1947. Esteve ativo durante o período democrático até à Resolução 7 764, de 8 de Novembro de 1965 do Tribunal Superior Eleitoral (TSE).

## Fundação
O Partido Republicano Democrático foi fundado no Rio de Janeiro (então Distrito Federal), em 27 de Junho de 1945, sob a inspiração de José de Souza Marques, que acreditava no potencial da educação e do trabalho como transformadores da sociedade. O seu primeiro registro foi realizado no 1º Ofício de Registro de Títulos e Documentos, Rua do Rosário, nº 113-A, 1º andar – Rio de Janeiro - RJ.

### Diretoria Fundadora
José de Souza Marques –  Presidente; Josué Cardoso D'Affonsêca – 1º Vice-Presidente; Sinésio Lira – 2º Vice-Presidente; Euclides deslandes – 3º Vice-Presidente; Miguel Jasselli – Secretário-Geral; Ernesto Soren – 1º Secretário; Anselmo Pascoa – 2º Secretário; Carlos Mendes Campos – 3º Secretário; Jairo de Morais – 4º Secretário; Efrain Rizzo – 1º Tesoureiro; Antônio Carneiro – 2º Tesoureiro; José Lins de Albuquerque – Procurador; Galdino Moreira – Orador; Walfrido Monteiro – Diretor de Patrimônio.